# 朱美塢
永和王朱美坞（1420年代—1449年），明朝永和昭定王朱济烺嫡长子，母妃王氏，明太祖曾孙。后袭封为第二代永和王，后被废为庶人。

## 生平

### 袭封前
宣德七年（1432年）正月，明宣宗为他赐名美坞。正统四年（1439年）九月，朝廷为他赐冠服。
因朱美坞奏称其父病重，正统六年（1441年）七月，英宗给朱济烺回信，称遣医生吴端带着药星夜驰往治疗，希望朱济烺善加调摄，早日痊愈。
正统八年（1443年），朱济烺去世。十月，朱美坞奏称父王病逝后皇帝命有司修先母王氏（1426年去世）坟合葬，但母坟享堂用的绿琉璃已经年久损坏，又无人能烧作，请求赏赐。英宗答没有琉璃可以只用黑瓦。
正统十一年（1446年）五月，朝廷遣驸马都尉井源等为正使，给事中姚夔等为副使，持节册封朱美坞为永和王，进封夫人丘氏为永和王妃。七月，朱美坞奏称因受到册封想进京谢恩，被英宗写信制止。十月，给朱美坞岁禄千石，米麦各半。

### 袭封后
正统十二年（1447年）八月，朱美坞奏其弟朱美垾已封镇国将军，请求支用每年禄米，英宗命户部如例给之。
正统十三年（1448年）三月，朱美坞奏父亲岁禄粳米二百石，自己袭爵后却粳米减半，请求如广昌王例领取五百石禄米。事下户部覆奏，获准。六月，朱美坞妹石楼县主去世，有司造坟用地五十三亩有余，朱美坞又请求增加坟外地三十亩增造房屋，英宗认为山西地土窄狭，不可过用以妨民田，命今后造坟一字王地五十亩、房十五间，郡王地三十亩、房九间，郡王之子二十亩、房三间，郡主、县主地十亩、房三间，令为成例。

### 被废
九月，朱美垾奏朱美坞烝其庶母、与其妹乱伦、致太原左等卫军舍八人入宫同奸其宫人翠儿致死，又勒令王妃丘氏与所爱者通奸，因丘妃坚决不从才作罢，又与庶母白氏生一子，诈称宫人所生，请名为朱锺铗，及兰英、刘瓘因贿赂朱美坞，得为仪宾（郡王女婿）。英宗命召朱美坞等至京城，覆查朱美垾所言是实，于是诛杀军舍等八人，谪兰英、刘瓘二人充辽东铁岭卫军；经由诸王皇亲议罪，敕谕朱美坞，称其罪在十恶不可容，依祖训削去王爵，降为庶人，留京居住反省。又敕朱美垾称朱美坞子朱锺錄、朱锺铗也已废为庶人，每月给米四石，看守先王坟园，永和王府事务由朱美垾掌管，昭定王及朱美坞妃眷等仍旧在府居住，每年给米五百石养赡，令朱美垾以礼奉养庶母、嫂嫂，视兄子如己子，不得怠慢。

### 去世
次年（1449年）朱美坞就去世，葬汾陽洪西里。

### 后事
景泰六年（1455年）八月，可能因为朱美坞、朱美垾都已经去世，晋王朱锺铉奏请让朱锺錄免于被父连累，为永和王府奉祀，明代宗命让朱锺錄以庶人主事，恪守祖宗成法，如违必罪不宽恕。
朱锺錄、朱锺铗奏称自己随父被废时还是无知幼儿，现在家用贫窘，衣食不够，请求念在自己是宗室赐予官职。天顺元年（1457年）九月，英宗认为其情可悯，命朱锺錄、朱锺铗为奉国中尉。
成化五年（1469年）正月，朱锺铗奏称祖父不得享王者之祭，举弋阳王朱奠壏以罪废，其子朱觐鐰经陈奏获准袭爵的例子请求袭爵，明宪宗特允。此事没有由朱锺錄奏请，此后也再无朱锺錄的记载，他可能已经去世。十一月，册封朱锺铗为永和王。《明实录》后又载朱锺铗“母刁氏”，与前文其为朱美坞与庶母白氏所生不符，未详孰是。
成化十一年（1475年）二月，因辽靖王朱豪墭援引弋阳、永和二王复封的例子，辽靖王的二伯父废辽王朱贵烚的儿子朱豪㙷获准袭封朱贵烚袭辽王之前的封爵长阳王；十二月，原安定王朱尚炌第五子朱志壄奏其父获罪时自己尚未出生，引用朱锺錄的例子，请求受封为中尉，不获准。
虽然永和国得以由朱美坞的后代复封，但朱美坞始终没有得到谥号。